# Браунер, Артур
Артур «Атце» Браунер (нем. Artur „Atze“ Brauner; 1 августа 1918, Лодзь — 7 июля 2019, Берлин) — немецкий предприниматель и кинопродюсер еврейского происхождения.

## Биография
Родился в еврейской семье торговца древесиной. Отец Артура Моше Браунер был родом из Катовице, мать Брана Брандес — из Одессы. При рождении получил имя Авраам, однако во время учебы в начальной школе попросил называть его Артуром. С тех пор к нему прижилось новое имя. Окончив школу в Лодзи, в 1936 году вместе с группой молодых сионистов уехал на Ближний Восток, где участвовал в съёмках двух документальных фильмов. До начала Второй мировой войны обучался в политехническом училище в Лодзи. Вместе с семьёй бежал из Польши в Советский Союз. Родители Браунера впоследствии эмигрировали в Израиль, а он сам переехал в Западную Германию и занялся продюсированием фильмов, основав в Берлине кинокомпанию «Central Cinema Compagnie».
Тема преследования евреев в нацистской Германии стала основной для продюсируемых Браунером фильмов. Несмотря на поддержку советских военных властей, второй фильм Браунера «Моритури» не имел успеха, поскольку в то время в Германии судьба преследовавшихся нацистами евреев никого не интересовала. Это заставило Браунера заняться в последующие годы лентами развлекательного содержания, отвечающего вкусам публики, конкурируя с постоянно опережавшим его бывшим подчинённым Хорстом Вендландтом. Вендландт увёл у Браунера права на экранизацию вестернов по произведениям Карла Мая и книг Эдгара Уоллеса. Браунер был вынужден довольствоваться сценариями по мотивам произведений сына Эдгара Уоллеса Брайана Эдгара и восточных романов Карла Мая.
С появлением Нового немецкого кино в 1970-е годы Браунер переживал не самые лучшие времена. Он сконцентрировался на производстве фильмов, прорабатывающих тему национал-социализма. Главными героями его фильмов стали преследуемые при нацистах евреи («Шарлотта», «Любовь в Германии», «Европа, Европа»). Браунер спродюсировал около пяти сотен фильмов, в том числе телевизионных, два из них получили премию «Золотой глобус».
В 1999 году Браунер открыл на Курфюрстендамме отель класса «люкс» Hollywood Media Hotel Berlin.

## Фильмография
- 1947: Herzkönig
- 1948: Моритури — Morituri
- 1949: Mädchen hinter Gittern
- 1950: Maharadscha wider Willen
- 1950: Epilog — Das Geheimnis der Orplid
- 1951: Sündige Grenze
- 1951: Schwarze Augen
- 1952: Der keusche Lebemann
- 1953: Hollandmädel
- 1954: Похищение сабинянок / Der Raub der Sabinerinnen
- 1954: Große Starparade
- 1955: Der 20. Juli
- 1955: Du mein stilles Tal
- 1955: Крысы / Die Ratten
- 1955: Liebe, Tanz und 1000 Schlager
- 1956: Du bist Musik
- 1956: Die Letzten werden die Ersten sein
- 1957: Kindermädchen für Papa gesucht
- 1957: Die Unschuld vom Lande
- 1957: Siebenmal in der Woche
- 1957: Der achte Wochentag
- 1957: Liebe, Jazz und Übermut
- 1957: Und abends in die Scala
- 1957: Auf Wiedersehen, Franziska!
- 1957: Die Frühreifen
- 1958: Поликушка / Polikuschka
- 1958: Девушки в униформе / Mädchen in Uniform
- 1958: Wehe, wenn sie losgelassen
- 1958: Der Czardas-König
- 1958: Italienreise — Liebe inbegriffen
- 1958: Бенгальский тигр / Der Tiger von Eschnapur
- 1958: Münchhausen in Afrika
- 1958: Der Stern von Santa Clara
- 1958: Это случилось средь бела дня / Es geschah am hellichten Tag
- 1958: Hier bin ich — hier bleib ich
- 1959: Du bist wunderbar
- 1959: Peter schießt den Vogel ab
- 1959: Melodie und Rhythmus
- 1959: Ангел на земле / Ein Engel auf Erden
- 1959: Am Tag, als der Regen kam
- 1959: Abschied von den Wolken
- 1959: Индийская гробница / Das indische Grabmal
- 1960: Kein Engel ist so rein
- 1960: Herrin der Welt
- 1960: Тысяча глаз доктора Мабузе / Die 1000 Augen des Dr. Mabuse
- 1960: Der brave Soldat Schwejk
- 1960: Bis dass das Geld euch scheidet
- 1960 — Любовь в Риме / Un amore a Roma
- 1961: Via Mala
- 1961: Robert und Bertram
- 1961: Das Riesenrad
- 1961: Es muß nicht immer Kaviar sein
- 1961: Diesmal muß es Kaviar sein
- 1961: Возвращение доктора Мабузе / Im Stahlnetz des Dr. Mabuse
- 1962: Das Geheimnis der schwarzen Koffer
- 1962: Die unsichtbaren Krallen des Dr. Mabuse
- 1962: Ein Toter sucht seinen Mörder
- 1962: Das Testament des Dr. Mabuse
- 1962: Endstation 13 Sahara
- 1962: Sherlock Holmes und das Halsband des Todes
- 1962: Axel Munthe — Der Arzt von San Michele
- 1963: Der Fluch der gelben Schlange
- 1963: Mensch und Bestie
- 1963: Der Würger von Schloss Blackmoor
- 1963: Scotland Yard jagt Dr. Mabuse
- 1963: Der Henker von London
- 1963: Old Shatterhand
- 1964: Das Phantom von Soho
- 1964: Das Ungeheuer von London-City
- 1964: Freddy und das Lied der Prärie
- 1964: Фанни Хилл[англ.]
- 1964: Der Schut
- 1964: Die Todesstrahlen des Dr. Mabuse
- 1964: Das siebente Opfer
- 1965: Der Schatz der Azteken
- 1965: Die Pyramide des Sonnengottes
- 1965: Die Hölle von Manitoba
- 1965: Durchs wilde Kurdistan
- 1965: Im Reiche des silbernen Löwen
- 1966: Lange Beine — lange Finger
- 1966: Die Nibelungen 1 — Siegfried
- 1966: Die Nibelungen 2 — Kriemhilds Rache
- 1966: Wer kennt Johnny R.?
- 1967: Lucky M. füllt alle Särge
- 1967: Geheimnisse in goldenen Nylons
- 1968: Битва за Рим / Kampf um Rom
- 1968: Winnetou und Shatterhand im Tal der Toten
- 1969: Die Hochzeitsreise
- 1969: Птица с хрустальным оперением / L’Uccello Dalle Piume Di Cristallo
- 1970: Сад Финци-Контини / Il giardino dei Finzi-Contini
- 1970: Вампирши-лесбиянки / Vampyros Lesbos
- 1970: Она убивала в экстазе / Sie tötete in Ekstase
- 1970: Михаил Строгов, курьер царя
- 1970: Der Teufel kam aus Akasava
- 1971: Black Beauty
- 1971: X 312 — Flug zur Hölle
- 1971: Dr. M schlägt zu
- 1971: Der Todesrächer von Soho
- 1971: Das Geheimnis des gelben Grabes
- 1972: Доклад о девственницах / Jungfrauen-Report
- 1972: Этруски убивают ещё / L’etrusco uccide ancora
- 1972: Остров сокровищ / Die Schatzinsel
- 1972: Ruf der Wildnis
- 1976: Die verrückten Reichen
- 1978: Leidenschaftliche Blümchen
- 1978: Orgie des Todes
- 1980: Шарлотта — Charlotte
- 1981: Прохожая из Сан-Суси / La passante du Sans-Souci
- 1982: S. A. S. Malko — Im Auftrag des Pentagon
- 1982: Die weiße Rose
- 1983: Любовь в Германии / Eine Liebe in Deutschland
- 1983: Blutiger Schnee
- 1984: Bittere Ernte
- 1987: Хануссен / Hanussen
- 1989: Европа, Европа / Hitlerjunge Salomon
- 1993: Аляска Кид / Alaska Kid
- 1996: Из ада в ад
- 2000: Леди Казахстан / Weihnachten für einen Engel
- 2002: Бабий Яр / Babij Jar — Das vergessene Verbrechen
- 2006: Der letzte Zug
- 2011: Wunderkinder